# Soheil Ayari
Soheil Ayari, född den 5 april 1970 i Aix-les-Bains är en fransk racerförare med iranska rötter.